# 桐山徹郎
桐山 徹郎（きりやま てつろう、1950 - ）は、日本の政治家、実業家。生野町長、全但バス社長、但馬空港ターミナル社長。

## 経歴
兵庫県出身。兵庫県立生野高等学校を経て1973年関西大学経済学部経済学科卒。
1973年神姫バス入社。1999年4月、朝来郡生野町長に就任。2005年6月に生野町教育長、2009年全但バス社長を歴任し、2020年4月但馬空港ターミナル社長に就任した。